# Kłosówko (Pomerania)
Kłosówko [pronunciación en polaco: /kwɔˈsufkɔ/] (en casubio: Kłosówkò) es un pueblo en el distrito administrativo de Gmina Przodkowo, dentro del Distrito de Kartuzy, Voivodato de Pomerania, en el norte de Polonia. Se encuentra aproximadamente 6 kilómetros al norte de Przodkowo, 13 kilómetros al noreste de Kartuzy, y 24 kilómetros al oeste de la capital regional, Gdańsk.
Para más detalles de la historia de la región, véase Historia de Pomerania.
El pueblo tiene una población de 51 habitantes.